# Weingut Stift Klosterneuburg
Das Weingut Stift Klosterneuburg ist ein österreichisches Weingut im Weinbaugebiet Wagram in Niederösterreich. Es wurde 1114 gegründet und ist das älteste Weingut Österreichs. 

## Geschichte
Das Weingut betreibt Weinbau seit der Gründung des Stiftes im Jahr 1114 und umfasst heute eine Rebfläche von 108 ha.
Die vierstöckigen Weinkeller sind an den Hügel angebaut und erstrecken sich bis 36 Meter unter dem Stiftsplatz. Die Keller können im Rahmen von Führungen besichtigt werden. In der zugehörigen Vinothek werden Weinverkostungen und Seminare veranstaltet.

## Anbauflächen
Die Weinberge befinden sich in 4 Weinbaugemeinden und drei österreichischen Weinbaugebieten
- Weinbaugebiet Wagram, Klosterneuburg

Die Weingärten haben eine Größe von 23 ha. Angebaut werden Grüner Veltliner, Riesling und Sauvignon Blanc
- Weinbaugebiet Wien, Kahlenbergerdorf

Auf 25 ha werden Wiener Gemischter Satz, Weißburgunder, Chardonnay, Gewürztraminer, Gelber Muskateller und Pinot Noir angebaut.
- Weinbaugebiet Thermenregion, Gumpoldskirchen

Hier befindet sich das kleinste Gebiet mit 5 ha. Es werden die für die Thermenlinie typischen Sorten Zierfandler und Rotgipfler angepflanzt.
- Weinbaugebiet Thermenregion, Tattendorf

Im Rotweingebiet des Wiener Beckens befinden sich die Monopollage Stiftsbreite mit 55 ha. Die angebauten Sorten sind St. Laurent, Blaufränkisch, Zweigelt, Cabernet Sauvignon, Merlot und Pinot Noir